# اینولین
اینولین (به انگلیسی: Inulin) یک ترکیب شیمیایی با فرمول شیمیایی C6nH10n+2O5n+1 است.اینولین‌ها گروهی از پلی ساکاریدهای طبیعی هستند که توسط انواع زیادی از گیاهان تولید می‌شوند. در واقع اینولین یک هوموپلی‌ساکارید متشکل از واحد‌های فروکتوز می‌باشد. اینولین توسط آنزیم‌های گوارشی هضم نمی‌شود و از آن برای تعیین فیلتراسیون گلومرولی کلیه استفاده می‌شود. اینولین توسط تعدادی از گیاهان به عنوان وسیله‌ای جهت ذخیرهٔ انرژی خصوصاً در ریشه ها و ساقه‌های زیر زمینی استفاده می گردد. بیشتر گیاهانی که اینولین را جهت ذخیرهٔ انرژی سنتز و ذخیره می‌کنند از فرم‌های دیگر کربوهیدرات همانند نشاسته جهت ذخیرهٔ انرژی استفاده نمی‌کنند.